# Jovan Ristić
Jovan Ristić (cyr. Јован Ристић; ur. 16 stycznia 1831 w Kragujevacu, zm. 4 września 1899 w Belgradzie) – serbski polityk, dyplomata i historyk, czterokrotny premier Serbii (1867, 1873, 1878-1880, 1887-1888), minister spraw zagranicznych Serbii.

## Życiorys
Pochodził z ubogiej rodziny, był synem Riste i Marii. Ukończył gimnazjum w Belgradzie, a następnie studiował w Heidelbergu, Berlinie i w Paryżu. W 1852 na uniwersytecie w Heidelbergu obronił pracę doktorską z filozofii, a następnie studiował na paryskiej Sorbonie. Po powrocie do kraju pracował w ministerstwie edukacji, skąd trafił do ministerstwa spraw zagranicznych. W 1861 rozpoczął pracę w dyplomacji, jako przedstawiciel Serbii w Stambule. Po powrocie do kraju związał się z Partią Liberalną, a w listopadzie 1867 po raz pierwszy stanął na czele rządu serbskiego. W tym samym roku rozpoczął negocjacje ze stroną turecką dotyczące wycofania jednostek wojskowych z serbskich twierdz, zakończone sukcesem. Po zamachu na księcia Michała w 1868, Ristić został wybrany członkiem rady regencyjnej i przyczynił się do opracowania i ogłoszenia nowej konstytucji serbskiej w roku 1869. W 1872 po zakończeniu regencji, Ristić objął stanowisko ministra spraw zagranicznych, a następnym roku ponownie stanął na czele rządu. Był zwolennikiem polityki ekspansji i wojny z Turcją. Na kongresie berlińskim (1878) Ristić reprezentował stronę serbską, osiągając umiarkowane sukcesy w zakresie przyłączenia przez Serbię nowych terytoriów (10 000 km²). Podał się do dymisji po odmowie podpisania układu handlowego z Austro-Węgrami, który określał jako przejaw zależności ekonomicznej od Wiednia.
W 1887, król Milan I powołał Risticia na stanowisko premiera rządu koalicyjnego. W okresie, kiedy kierował rządem został przygotowany projekt nowej konstytucji, którą uchwalono już po dymisji Risticia, w roku 1889. Po abdykacji króla Milana w 1889, Ristić ponownie znalazł się w składzie rady regencyjnej (wspólnie z Milovoje Blaznavacem i Jovanem Gavriloviciem). W 1893 nowy władca, Aleksander nakazał zamknąć w pałacu członków rady regencyjnej, w tym Risticia i samodzielnie przejął władzę, powierzając Narodowej Partii Radykalnej misję formowania nowego rządu. Ristić po uwolnieniu wycofał się z działalności politycznej. Zmarł w Belgradzie w roku 1899.

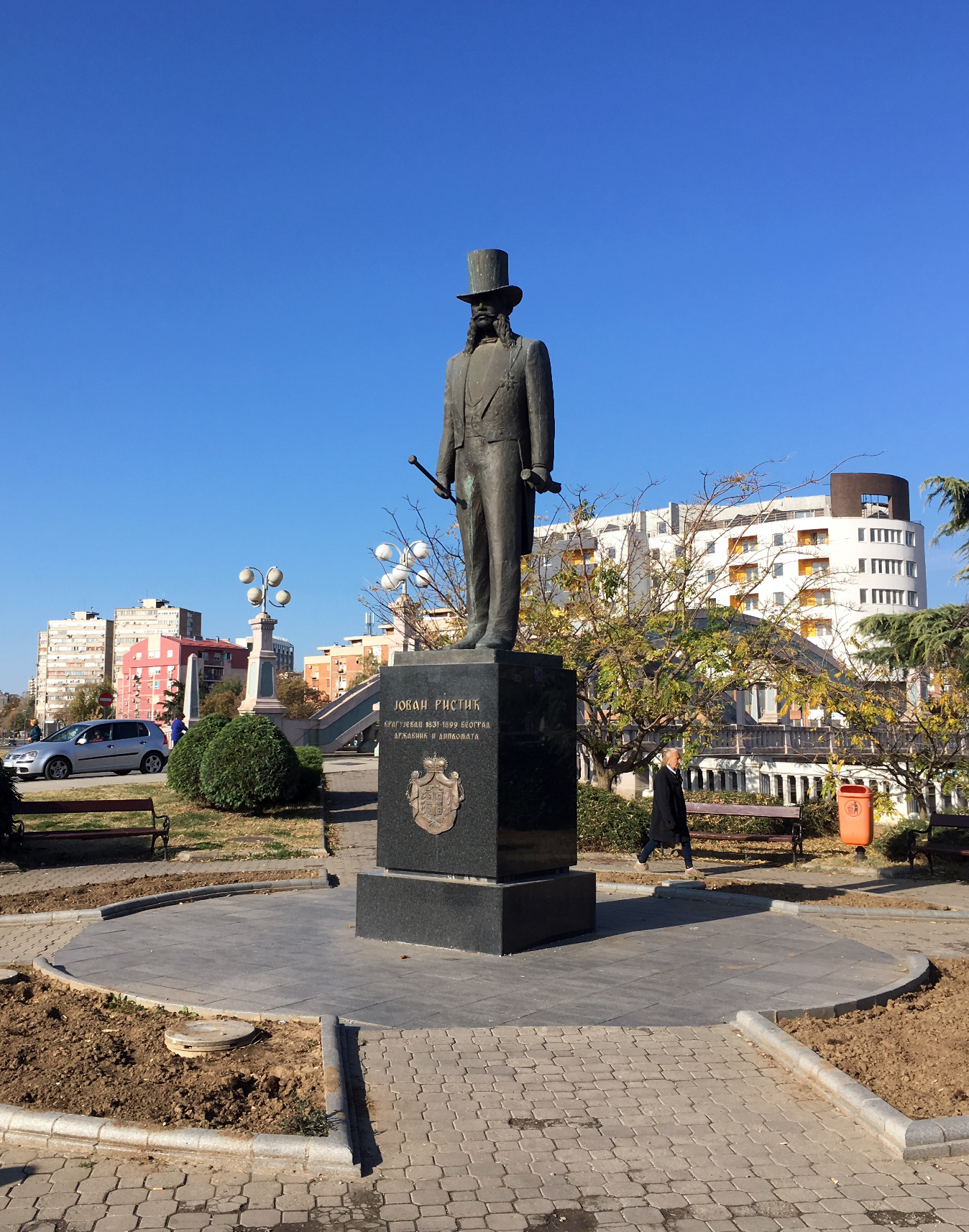
Pomnik Jovana Risticia w Kragujevacu

Był członkiem Serbskiej Królewskiej Akademii Nauk (w styczniu 1899 został wybrany na jej prezesa) i autorem licznych prac z zakresu historii Serbii.

## Wybrane publikacje
- 1850: Kurze Charakteristik des geistigen u sittlichen Zustands von Serbien
- 1895: Poslednja godina spoljavanje politike Mihaila
- 1898: Diplomatska istorija Srbije: Drugi rat 1875-1878
- 1901: Spoljašna odnošaja Srbije novijega vremena: 1868-1872

## Życie prywatne
Był żonaty (w 1854 poślubił Sofiję, córkę zamożnego kupca), miał troje dzieci.